# Martyrs Lane
Martyrs Lane es una película de terror británica de 2021 escrita y dirigida por Ruth Platt, producida por Christine Alderson y Katie Hodgkin y protagonizada por Denise Gough, Steven Cree, Anastasia Hille, Hannah Rae y Kiera Thompson.

## Sinopsis
Una niña de 10 años llamada Leah (Kiera Thompson) vive en una gran vicaría en Inglaterra y cada noche recibe la visita de un misterioso invitado que le ofrece sus conocimientos.

## Reparto
- Denise Gough como Sarah
- Steven Cree como Thomas
- Anastasia Hille como Lillian
- Hannah Rae como Bex
- Kiera Thompson como Lea